# Гиперэкспоненциальное распределение
В теории вероятностей, гиперэкспоненциальное распределение —
абсолютно непрерывное распределение, при котором плотность вероятности случайной величины {\displaystyle X} выражается как
{\displaystyle f_{X}(x)=\sum _{i=1}^{n}f_{Y_{i}}(y)p_{i},}
где {\displaystyle Y_{i}} — экспоненциально распределенная случайная величина с параметром {\displaystyle \lambda \,_{i}}, и {\displaystyle p_{i}} — вероятность того, что X будет иметь экспоненциальное распределение с параметром {\displaystyle \lambda \,_{i}}. Оно названо гиперэкспоненциальным распределением, так как его коэффициент вариации больше коэффициента вариации экспоненциального распределения (1) и гипоэкспоненциального распределения, у которого коэффициент вариации меньше коэффициента вариации экспоненциального распределения. Хотя экспоненциальное распределение — непрерывный аналог геометрического распределения, гиперэкспоненциальное распределение не является аналогом гипергеометрического распределения. Гиперэкспоненциальное распределение — пример распределения со смешанной плотностью.
Пример случайной величины, распределённой по гиперэкспоненциальному закону, можно найти в телефонии: при наличии модема и телефона использование телефонной линии может моделироваться гиперэкспоненциальным распределением с заданной вероятностью разговора по телефону p с битрейтом {\displaystyle \lambda \,_{1}} и вероятностью соединения по модему q с битрейтом  {\displaystyle \lambda \,_{2}.}

## Свойства гиперэкспоненциального распределения
Поскольку математическое ожидание суммы есть сумма математических ожиданий, математическое ожидание гиперэкспоненциально распределённой случайной величины
{\displaystyle E(X)=\int _{-\infty }^{\infty }xf(x)dx=p_{1}\int _{0}^{\infty }x\lambda \,_{1}e^{-\lambda \,_{1}x}dx+p_{2}\int _{0}^{\infty }x\lambda \,_{2}e^{-\lambda \,_{2}x}dx+\cdots +p_{n}\int _{0}^{\infty }x\lambda \,_{n}e^{-\lambda \,_{n}x}dx}
{\displaystyle =\sum _{i=1}^{n}{\frac {p_{i}}{\lambda \,_{i}}}}
и
{\displaystyle E(X^{2})=\int _{-\infty }^{\infty }x^{2}f(x)\,dx=p_{1}\int _{0}^{\infty }x^{2}\lambda \,_{1}e^{-\lambda \,_{1}x}\,dx+p_{2}\int _{0}^{\infty }x^{2}\lambda \,_{2}e^{-\lambda \,_{2}x}\,dx+\cdots +p_{n}\int _{0}^{\infty }x^{2}\lambda \,_{n}e^{-\lambda \,_{n}x}\,dx,}
{\displaystyle =\sum _{i=1}^{n}{\frac {2}{\lambda \,_{i}^{2}}}p_{i},}

Производящая функция моментов
{\displaystyle E(e^{tx})=\int _{-\infty }^{\infty }e^{tx}f(x)dx=p_{1}\int _{0}^{\infty }e^{tx}\lambda \,_{1}e^{-\lambda \,_{1}x}dx+p_{2}\int _{0}^{\infty }e^{tx}\lambda \,_{2}e^{-\lambda \,_{2}x}dx+\cdots +p_{n}\int _{0}^{\infty }e^{tx}\lambda \,_{n}e^{-\lambda \,_{n}x}dx}
{\displaystyle =\sum _{i=1}^{n}{\frac {\lambda \,_{i}}{\lambda _{i}-t}}p_{i}.}